# Teddy Award

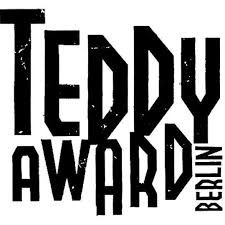
Logo

Il Teddy Award è un premio assegnato ogni anno durante il festival del cinema di Berlino a film con soggetti legati a tematiche LGBT.
Inaugurato nel 1987, viene assegnato a lungometraggi, cortometraggi e documentari presentati nelle varie sezioni da una giuria composta da organizzatori di festival di cinema gay-lesbico ed è diventato nel corso degli anni uno degli eventi principali della Berlinale.
Nella prima edizione si aggiudicarono il premio due registi all'epoca relativamente sconosciuti come Pedro Almodóvar, per La legge del desiderio, e Gus Van Sant per due cortometraggi, Five Ways to Kill Yourself e My New Friend. Da allora, tra i vincitori ci sono stati registi del calibro di Derek Jarman, Rosa von Praunheim, François Ozon, Todd Haynes, Heiner Carow, Lukas Moodysson, Rob Epstein e Jeffrey Friedman.

## Storia del Teddy Award
Nel 1980, il neoeletto direttore del festival Moritz de Hadeln incaricò l'attore e attivista Manfred Salzgeber di sviluppare il programma della sezione "Info-Schau", già parte della Berlinale da alcuni anni e dedicata a film d'autore e pellicole indipendenti riguardanti tematiche LGBT.
Nel 1986 la sezione venne rinominata "Panorama" e l'anno successivo, Salzgeber e il regista Wieland Speck misero insieme una giuria chiamata International Gay & Lesbian Film Festival Association (IGLFFA) allo scopo di creare un premio per il cinema gay-lesbico e porre fine al suo isolamento da parte dell'industria cinematografica. Lo stesso anno venne ufficialmente istituito il premio "Teddy", dal nome del Teddy bear, chiaro riferimento all'Orso d'oro della rassegna principale.

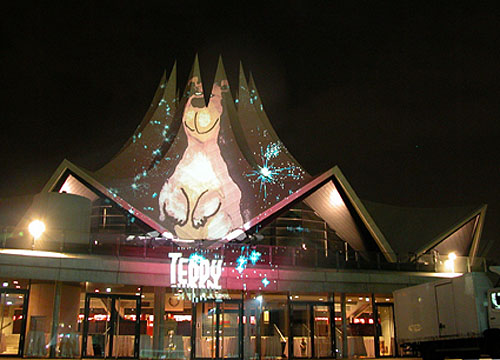
Il Tempodrom di Berlino, nel quartiere di Kreuzberg, durante l'edizione 2002 dei Teddy Awards.

Per le prime edizioni non fu prevista una cerimonia di assegnazione e gli orsetti, forniti da un grande magazzino, vennero imbustati e spediti ai vincitori. Il primo spettacolo di gala, organizzato dall'intrattenitore e attivista BeV StroganoV e dai dipendenti della libreria gay Prinz Eisenherz, si tenne nel 1990 allo SchwuZ con circa 400 ospiti.
In seguito sono state utilizzate location come la Haus der Kulturen der Welt, il Tempodrom, la Komische Oper Berlin, il centro convegni STATION Berlin (nel 2016) e la Haus der Berliner Festspiele (nel 2017).
Nel 1992 il comitato organizzatore del Festival di Berlino ha riconosciuto ufficialmente il Teddy Award, includendolo nell'elenco dei premi delle giurie indipendenti, e nel 1997 è stata fondata l'organizzazione non profit "TEDDY e.V.", allo scopo di raccogliere fondi per premi e pubbliche relazioni durante tutto l'anno.

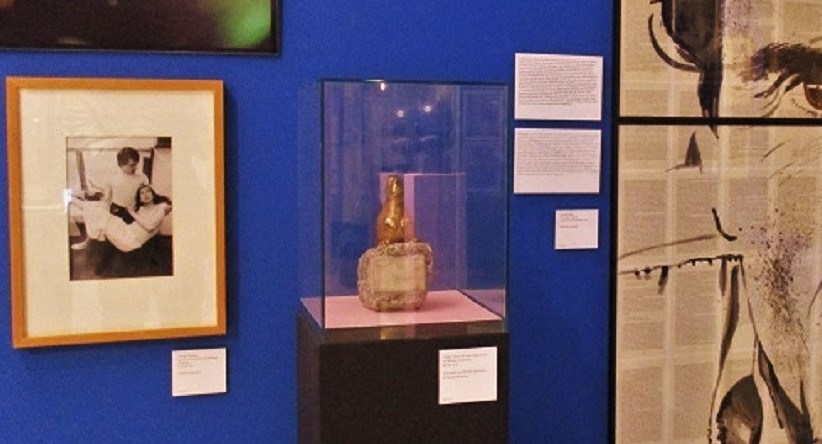
Il Teddy Award vinto nel 2010 da Werner Schroeter, conservato nello Schwules Museum di Berlino.

Nel 2006, in occasione del 20º anniversario il premio è stato celebrato con il Teddy Twenty Tribute presso il club E-Werk, con la proiezione di film vincitori delle precedenti edizioni, ospiti quali Rosa von Praunheim, Constantine Giannaris, Matthias Freihof, James Mackay, Olivier Ducastel e Jacques Martineau e le performance di artisti tra cui la cantante Etta Scollo e il violinista David Garrett.
Per il trentennale del 2016 il programma ha incluso la proiezione in prima mondiale della versione restaurata di Anders als die Andern di Richard Oswald, uscito nel 1919 e considerato il primo film sul tema dell'omosessualità nella storia del cinema.

## Il premio
Il Teddy Award è una statuetta in bronzo ideata dal fumettista Ralf König rappresentante un orso su di un acciottolato, entrambi simboli di Berlino: l'orso è il simbolo della città, presente sullo stemma e sulla bandiera, nonché un riferimento al premio principale del festival (l'Orso d'oro), mentre l'acciottolato ("cobblestone" in inglese) richiama la casa di produzione tedesca Cobblestone Filmproduktion GmbH.

## Albo d'oro

### Anni 1987-1989
- 1987

Miglior lungometraggio: La legge del desiderio di Pedro Almodóvar
Miglior cortometraggio: Five Ways to Kill Yourself e My New Friend di Gus Van Sant
- 1988

Miglior lungometraggio: The Last of England di Derek Jarman
Miglior documentario: Rights and Reactions: Lesbian & Gay Rights on Trial di Jane Lippman e Phil Zwickler
Miglior film d'essai: The Meadow of Things di Heinz Emigholz
Miglior cortometraggio: Alfalfa di Richard Kwietniowski
Premio della giuria: Tilda Swinton
- 1989

Miglior lungometraggio: Fun Down There di Roger Stigliano
Miglior documentario: Tiny and Ruby: Hell Divin' Women di Greta Schiller
Miglior film d'essai: Pissoir di John Greyson
Miglior cortometraggio: Looking for Langston di Isaac Julien

### Anni 1990-1999
- 1990

Miglior lungometraggio: Coming Out di Heiner Carow
Miglior documentario: Tongues Untied di Marlon Riggs
Miglior cortometraggio: Trojans di Constantine Giannaris
Premio della giuria: Silence = Death e Positive di Rosa von Praunheim
- 1991

Miglior lungometraggio: Poison di Todd Haynes
Miglior documentario: Paris Is Burning di Jennie Livingston
Miglior cortometraggio: Relax di Chris Newby
Premio della giuria: The Making of Monsters di John Greyson
Menzione speciale: Forbidden Love di Vladislav Kvasnicka
- 1992

Miglior lungometraggio: Together Alone di P.J. Castellaneta
Miglior documentario: Voices from the Front di Sandra Elgear, Robyn Hutt e David Meieran
Miglior cortometraggio: Caught Looking di Constantine Giannaris
Premio speciale della giuria: Edoardo II di Derek Jarman
Premio del pubblico: Swoon di Tom Kalin
- 1993

Miglior lungometraggio: Wittgenstein di Derek Jarman
Miglior documentario: Silverlake Life: The View from Here di Peter Friedman e Tom Joslin
Miglior cortometraggio: P(l)ain Truth di Ilppo Pohjola
Premio del pubblico: Sex Is... di Marc Huestis
- 1994

Miglior lungometraggio: Go Fish di Rose Troche
Miglior documentario: Coming Out Under Fire di Arthur Dong
Miglior cortometraggio: Carmelita Tropicana: Your Kunst Is Your Waffen di Ela Troyano
Premio speciale della giuria: Remembrance of Things Fast: True Stories Visual Lies di John Maybury
Premio del pubblico: Fragola e cioccolato di Tomás Gutiérrez Alea e Juan Carlos Tabío
Premio Else dei lettori di Siegessäule: Heavy Blow di Hoang A. Duong
- 1995

Miglior lungometraggio: The Last Supper di Cynthia Roberts
Miglior documentario: Complaints of a Dutiful Daughter di Deborah Hoffmann
Miglior cortometraggio: Trevor di Peggy Rajski
Premio speciale della giuria: Marble Ass di Želimir Žilnik
Premio del pubblico: Il prete di Antonia Bird
Premio Else dei lettori di Siegessäule: Ballot Measure 9 di Heather MacDonald
- 1996

Miglior lungometraggio: The Watermelon Woman di Cheryl Dunye
Miglior documentario: Lo schermo velato di Rob Epstein e Jeffrey Friedman
Miglior film d'essai: I'll Be Your Mirror di Edmund Coulthard e Nan Goldin
Miglior cortometraggio: ex aequo Alkali, Iowa di Mark Christopher e Unbound di Claudia Morgado Escanilla
Premio della giuria: Jerry Tartaglia / The Plaster Foundation
Premio Else dei lettori di Siegessäule: Paris Was a Woman di Greta Schiller
- 1997

Miglior lungometraggio: All Over Me di Alex Sichel
Miglior film d'essai: MURDER and murder di Yvonne Rainer
Miglior cortometraggio: Heroines of Love di Lily Besilly e Nathalie Percillier
Special Teddy Award: Romy Haag
Premio Else dei lettori di Siegessäule: All Over Me di Alex Sichel
- 1998

Miglior lungometraggio: Hold You Tight di Stanley Kwan
Miglior documentario: The Brandon Teena Story di Susan Muska e Gréta Olafsdóttir
Miglior cortometraggio: Peppermills di Isabel Hegner
Premio speciale della giuria: The Man in Selya's Life di Carlos Siguion-Reyna
Special Teddy Award: Richard O'Brien
Premio Else dei lettori di Siegessäule: The Brandon Teena Story di Susan Muska e Gréta Olafsdóttir
- 1999

Miglior lungometraggio: Fucking Åmål - Il coraggio di amare di Lukas Moodysson
Miglior documentario: The Man Who Drove with Mandela di Greta Schiller
Miglior cortometraggio: Liu Awaiting Spring di Andrew Soo
Premio della giuria: Wieland Speck
Premio Else dei lettori di Siegessäule: Trick di Jim Fall

### Anni 2000-2009
- 2000

Miglior lungometraggio: Gocce d'acqua su pietre roventi di François Ozon
Miglior documentario: Paragraph 175 di Rob Epstein e Jeffrey Friedman
Miglior cortometraggio: Sticky Dough di Nathalie Percillier
Premio della giuria: Chrissy di Jacqui North e La strada di Félix di Olivier Ducastel e Jacques Martineau
Premio Else dei lettori di Siegessäule: La strada di Félix di Olivier Ducastel e Jacques Martineau
- 2001

Miglior lungometraggio: Hedwig - La diva con qualcosa in più di John Cameron Mitchell
Miglior documentario: Trembling Before G-d di Sandi Simcha DuBowski
Miglior cortometraggio: Erè mèla mèla di Daniel Wiroth
Premio della giuria: Forbidden Fruit di Sue Maluwa-Bruce
Special Teddy Award: Moritz de Hadeln
Menzioni speciali: The Iron Ladies di Yongyut Thongkongthun e Chop Suey di Bruce Weber
Premio Else dei lettori di Siegessäule: The Iron Ladies di Yongyut Thongkongthun
- 2002

Miglior lungometraggio: Walking on Water di Tony Ayres
Miglior documentario: All About My Father di Even Benestad
Miglior cortometraggio: Celebration di Daniel Stedman
Premio della giuria: Just a Woman di Mitra Farahani e Sonbol B.Y.
Premio Else dei lettori di Siegessäule: Walking on Water di Tony Ayres
- 2003

Miglior lungometraggio: Mil nubes de paz cercan el cielo, amor, jamás acabarás de ser amor di Julián Hernández
Miglior documentario: Talk Straight: The World of Rural Queers di Jochen Hick
Miglior cortometraggio: Fremragende timer di Jan Dalchow e Lars Daniel Krutzkoff Jacobsen
Special Teddy Award: Friedrich Wilhelm Murnau (In Memoriam)
Premio Else dei lettori di Siegessäule: The Event di Thom Fitzgerald
- 2004

Miglior lungometraggio: Wild Side di Sébastien Lifshitz
Miglior documentario: The Nomi Song di Andrew Horn
Miglior cortometraggio: With What Shall I Wash It? di María Trénor
Special Teddy Award: Edition Salzgeber
Premio Else dei lettori di Siegessäule: D.E.B.S. - Spie in minigonna di Angela Robinson
- 2005

Miglior lungometraggio: Un año sin amor di Anahí Berneri
Miglior documentario: Katzenball di Veronika Minder
Miglior cortometraggio: The Intervention di Jay Duplass
Premio Else dei lettori di Siegessäule: Transamerica di Duncan Tucker
- 2006

Miglior lungometraggio: Ang pagdadalaga ni Maximo Oliveros di Auraeus Solito
Miglior documentario: Beyond Hatred di Olivier Meyrou
Miglior cortometraggio: El día que morí di Maryam Keshavarz
Premio della giuria: Combat di Patrick Carpentier
Premio Else dei lettori di Siegessäule: Paper Dolls di Tomer Heymann
- 2007

Miglior lungometraggio: Spider Lilies di Zero Chou
Menzione speciale: La león di Santiago Otheguy (per la fotografia)
Miglior documentario: A Walk Into the Sea: Danny Williams and the Warhol Factory di Esther Robinson
Special Teddy Award: Helmut Berger
Volkswagen Audience Award: Diario di uno scandalo di Richard Eyre
Premio Else dei lettori di Siegessäule: The Bubble di Eytan Fox
- 2008

Miglior lungometraggio: The Amazing Truth About Queen Raquela di Olaf de Fleur Johannesson
Miglior documentario: Calcio sotto copertura di David Assmann e Ayat Najafi
Miglior cortometraggio: Ok di Felipe Sholl
Premio della giuria: Be Like Others di Tanaz Eshaghian
Special Teddy Award: Hans Stempel, Martin Ripkens, Tilda Swinton, James Mackay, Isaac Julien, Colin McCabe, Keith Collins, Simon Fisher Turner
Volkswagen Audience Award: Calcio sotto copertura di David Assmann e Ayat Najafi
Premio Else dei lettori di Siegessäule: Be Like Others di Tanaz Eshaghian
- 2009

Miglior lungometraggio: Rabioso sol, rabioso cielo di Julián Hernández
Miglior documentario: Fig Trees di John Greyson
Miglior cortometraggio: A Horse Is Not a Metaphor di Barbara Hammer
Special Teddy Award: Joe Dallesandro, John Hurt
Premio Else dei lettori di Siegessäule: City of Borders di Yun Suh

### Anni 2010-2019
- 2010

Miglior lungometraggio: I ragazzi stanno bene di Lisa Cholodenko
Miglior documentario: La bocca del lupo di Pietro Marcello
Miglior cortometraggio: The Feast of Stephen di James Franco
Premio della giuria: Open di Jake Yuzna
Special Teddy Award: Werner Schroeter
Premio Else dei lettori di Siegessäule: Postcard to Daddy di Michael Stock
- 2011

Miglior lungometraggio: Ausente - Assente di Marco Berger
Miglior documentario: The Ballad of Genesis and Lady Jaye di Marie Losier
Miglior cortometraggio: ex aequo Generations di Barbara Hammer e Gina Carducci e Maya Deren's Sink di Barbara Hammer
Premio della giuria: Tomboy di Céline Sciamma
Special Teddy Award: Pieter-Dirk Uys
Premio Else dei lettori di Siegessäule: Harvest di Benjamin Cantu
- 2012

Miglior lungometraggio: Keep the Lights On di Ira Sachs
Miglior documentario: Call Me Kuchu di Katherine Fairfax Wright e Malika Zouhali-Worrall
Miglior cortometraggio: Loxoro di Claudia Llosa
Premio della giuria: Jaurès di Vincent Dieutre
Special Teddy Award: Mario Montez, Ulrike Ottinger
Premio Else dei lettori di Siegessäule: The Parade - La sfilata di Srđan Dragojević
Menzione speciale: Call Me Kuchu di Katherine Fairfax Wright e Malika Zouhali-Worrall
- 2013

Miglior lungometraggio: W imię... di Małgorzata Szumowska
Miglior documentario: Bambi di Sébastien Lifshitz
Miglior cortometraggio: Undress Me di Victor Lindgren
Premio della giuria: Concussion di Stacie Passon
Premio Else dei lettori di Siegessäule: W imię... di Małgorzata Szumowska
- 2014

Miglior lungometraggio: Hoje eu quero voltar sozinho di Daniel Ribeiro
Miglior film d'essai: Der Kreis di Stefan Haupt
Miglior cortometraggio: Mondial 2010 di Roy Dib
Premio della giuria: Pierrot Lunaire di Bruce LaBruce
Special Teddy Award: Elfi Mikesch, Rosa Von Praunheim
Premio Else dei lettori di Siegessäule: 52 Tuesdays di Sophie Hyde
- 2015

Miglior lungometraggio: Nasty Baby di Sebastián Silva
Miglior documentario: El hombre nuevo di Aldo Garay
Miglior cortometraggio: San Cristóbal di Omar Zúñiga Hidalgo
Premio della giuria: Stories of Our Lives di Jim Chuchu
Special Teddy Award: Udo Kier
Premio Else dei lettori di Siegessäule: Thanatos, Drunk di Tso-chi Chang
- 2016

Miglior lungometraggio: Kater di Händl Klaus
Miglior documentario: Kiki di Sara Jordenö
Miglior cortometraggio: Moms on Fire di Joanna Rytel
Premio della giuria: Nunca vas a estar solo di Álex Anwandter
Teddy Audience Award: Théo et Hugo dans le même bateau di Olivier Ducastel e Jacques Martineau
Special Teddy Award: Christine Vachon
Premio dei lettori di Männer: Mãe Só Há Uma di Anna Muylaert
- 2017

Miglior lungometraggio: Una donna fantastica di Sebastián Lelio
Miglior documentario: Small Talk di Hui-Chen Huang
Miglior cortometraggio: My Gay Sister di Lia Hietala
Premio della giuria: Close-Knit di Naoko Ogigami
Special Teddy Award: Monika Treut
Premio dei lettori di Männer: La terra di Dio - God's Own Country di Francis Lee
- 2018

Miglior lungometraggio: Tinta Bruta di Marcio Reolon e Filipe Matzembacher
Miglior documentario: Tranny Fag di Claudia Priscilla e Kiko Goifman
Miglior cortometraggio: Three Centimetres di Lara Zeidan
Premio della giuria: Obscuro Barroco di Evangelia Kranioti
Premio degli utenti del magazine Queer.de: Le ereditiere di Marcelo Martinessi
L'Oréal Newcomer Award: Retablo di Alvaro Delgado Aparicio
- 2019

Miglior lungometraggio: Brief Story from the Green Planet di Santiago Loza
Miglior documentario: Lemebel di Joanna Reposi Garibaldi
Miglior cortometraggio: Entropia di Flóra Anna Buda
Premio della giuria: A Dog Barking at the Moon di Zi Xiang
Premio degli utenti del magazine Queer.de: Brief Story from the Green Planet di Santiago Loza
Special Teddy Award: Falk Richter

### Anni 2020-2029
- 2020

Miglior lungometraggio: Wir/Futur Drei di Faraz Shariat
Miglior documentario: If It Were Love di Patric Chiha
Miglior cortometraggio: Playback di Agustina Comedi
Premio della giuria: Rìzi di Tsai Ming-liang
Premio degli utenti del magazine Queer.de: Wir/Futur Drei di Faraz Shariat
Teddy Activist Award: Welcome to Chechnya di David France
- 2021

Miglior lungometraggio: Miguel's War di Eliane Raheb
Miglior cortometraggio: International Dawn Chorus Day di John Greyson
Premio della giuria: Instructions for Survival di Yana Ugrekhelidze
Special Teddy Award: Jenni Olson
- 2022

Miglior lungometraggio: Three Tidy Tigers Tied a Tie Tighter di Gustavo Vinagre
Miglior documentario: Alis di Clare Weiskopf e Nicolás van Hemelryck
Miglior cortometraggio: Exalted Mars di Jean-Sébastien Chauvin
Premio della giuria: Nelly & Nadine di Magnus Gertten
- 2023

Miglior lungometraggio: All the Colours of the World are Between Black and White di Babatunde Apalowo
Miglior documentario: Orlando, My Political Biography di Paul B. Preciado
Miglior cortometraggio: Dipped in Black di Matthew Thorne e Derik Lynch
Premio della giuria: Vicky Knight per l'interpretazione in Silver Haze di Sacha Polak
Teddy Activist Award: Andriy Khalpakhchi e Bohdan Zhuk
- 2024

Miglior lungometraggio: All Shall Be Well di Ray Yeung
Miglior documentario: Teaches of Peaches di Philipp Fussenegger e Judy Landkammer
Miglior cortometraggio: Grandmamauntsistercat di Zuza Banasińska
Premio della giuria: Crossing di Levan Akin
Premio speciale: Lothar Lambert